# Józefa Matyńkowska
Józefa Aleksandra Matyńkowska (ur. 11 grudnia 1937 w Terebeli) – polska nauczycielka i polityk, posłanka na Sejm PRL VIII i IX kadencji.

## Życiorys
W 1958 uzyskała tytuł zawodowy magistra filologii polskiej na Uniwersytecie Marii Curie-Skłodowskiej w Lublinie i została nauczycielką języka polskiego w Technikum Ekonomicznym w Białej Podlaskiej. Od 1972 do 1975 pracowała w Liceum Ogólnokształcącym im. J. Kraszewskiego, a w latach 1975–1979 w Komitecie Miejskim i w Komitecie Wojewódzkim Polskiej Zjednoczonej Partii Robotniczej (do której wstąpiła w 1969). Zasiadała w Miejskiej Radzie Narodowej i w Wojewódzkiej RN w Białej Podlaskiej. W 1980 uzyskała mandat posłanki na Sejm PRL VIII kadencji z okręgu Biała Podlaska. Zasiadała w Komisji Oświaty i Wychowania, Komisji Zdrowia i Kultury Fizycznej, Komisji Kultury, Komisji Oświaty, Wychowania, Nauki i Postępu Technicznego oraz w Komisji Nadzwyczajnej do rozpatrzenia projektu ustawy o Radach Narodowych i Samorządzie Terytorialnym. W 1985 uzyskała reelekcję. W Sejmie IX kadencji zasiadała w Komisji Edukacji Narodowej i Młodzieży, Komisji Nadzwyczajnej do rozpatrzenia projektu ustawy o zasadach udziału młodzieży w życiu państwowym, społecznym, gospodarczym i kulturalnym, Komisji Nadzwyczajnej do rozpatrzenia poselskiego projektu ustawy o konsultacjach społecznych i referendum oraz w Komisji Nadzwyczajnej do rozpatrzenia projektów ustaw o stosunku Państwa do Kościoła Katolickiego, o gwarancjach wolności sumienia i wyznania oraz o ubezpieczeniu społecznym duchownych. Była także członkinią Rady Wojewódzkiej Patriotycznego Ruchu Odrodzenia Narodowego oraz przewodniczącą Wojewódzkiej Rady Przyjaciół Harcerstwa. 

## Odznaczenia
- Złoty Krzyż Zasługi
- Medal Komisji Edukacji Narodowej
- Złota Odznaka ZNP
- Krzyż „Za Zasługi dla ZHP”